# Apex AP-0
Apex AP-0 – elektryczny supersamochód klasy średniej wyprodukowany pod brytyjsko-hongkońską marką Apex w 2020 roku.

## Historia i opis modelu
Powstałe w 2018 roku brytyjsko-hongkońskie przedsiębiorstwo Apex Motors zbudowało supersamochód Apex AP-0 jako swój pierwszy pojazd skierowany do seryjnej produkcji, wykorzystując wiedzę i zaplecze konstruktorów pracujących wcześniej przy bolidach Formuły 1. Mający zadebiutować pierwotnie podczas Geneva Motor Show w marcu 2020 roku, z powodu odwołania tej imprezy w ramach wybuchu Pandemii COVID-19, premiera pojazdu odbyła się w internecie w tym samym miesiącu.
Samochód zyskał futurystyczną stylizację, wyróżniając się oświetleniem wykonanym w technologii LED, a także aerodynamicznie ukształtowaną karoserią w formule 2-drzwiowego coupe.

### Sprzedaż
Apex Motors planowało rozpocząć produkcję modelu AP-0 w swoich zakładach produkcyjnych w angielskim Woking pod koniec 2022 roku. Limitowana produkcja miała obejmować różne globalne rynki na czele ze Stanami Zjednoczonymi, gdzie cena miała według prognoz 2020 roku wynieść ok. 195 tysięcy dolarów amerykańskich. Planów nie udało się zrealizować, by po 3-letniej ciszy w marcu 2023 zrewidować plany wytwarzania supersamochodu na Miami w Stanach Zjednoczonych, tym razem z końcem 2024 roku.

### Dane techniczne
Zestaw akumulatorów Apexa AP-0 rozwija maksymalnie 650 KM mocy, zapewniając zasięg na jednym ładowaniu do 515 kilometrów oraz przyśpieszenie od 0 do 100 km/h w 2,3 sekundy przy 1200 kilogramów masy całkowitej.